# Windemere (Teksas)
Windemere – jednostka osadnicza w Stanach Zjednoczonych, w stanie Teksas, w hrabstwie Travis.